# Jean-Paul Mathieu (évêque)
Pour les articles homonymes, voir Jean-Paul Mathieu et Mathieu.
Jean-Paul Mathieu, né le 23 août 1940 à Hadol (Vosges), est un évêque catholique français, évêque émérite de Saint-Dié depuis juin 2016.

## Biographie

### Formation
Entré au Grand séminaire de Saint-Dié, Jean-Paul Mathieu poursuit sa formation à Paris à l'Institut catholique de Paris et à l'Université de la Sorbonne où il obtient une maîtrise de philosophie. Il est ordonné prêtre le 11 avril 1966 pour le diocèse de Saint-Dié.

### Principaux ministères
Après avoir été vicaire à Épinal et responsable diocésain du catéchuménat des adultes, il devient curé de la cathédrale de Saint-Dié en 1982. En 1990, il prend la charge de vicaire général jusqu'à sa nomination comme évêque de Saint-Dié en 2005.
Nommé évêque de Saint-Dié, le 14 décembre 2005 par le pape Benoît XVI, il a été consacré le 22 janvier 2006 en l'église Notre-Dame-au-Cierge d'Épinal par l'archevêque de Besançon, André Lacrampe, assisté de l'évêque émérite de Saint-Dié, Paul-Marie Guillaume, et de l'évêque de Laval, Armand Maillard. Notons qu'il est extrêmement rare qu'un évêque soit nommé dans l'évêché où il était incardiné comme prêtre.
Au sein de la Conférence des évêques de France, il est membre depuis 2007 de la Commission financière et du Conseil pour les affaires économiques, sociales et juridiques.
Atteint par la limite d’âge, il présente sa démission au pape François qui l’accepte le 15 juin 2016 et nomme Didier Berthet pour lui succéder. Il se retire au sanctuaire Notre-Dame-des-Trois-épis en Alsace près de Colmar. 
Sous son épiscopat, il doit faire face à l'effondrement des vocations avec 208 prêtres à son arrivée, il n'y en a plus que 95 en 2016. La part des baptisés passe de 97,1% en 2004 à 83% dix ans plus tard.